# 누카즈케

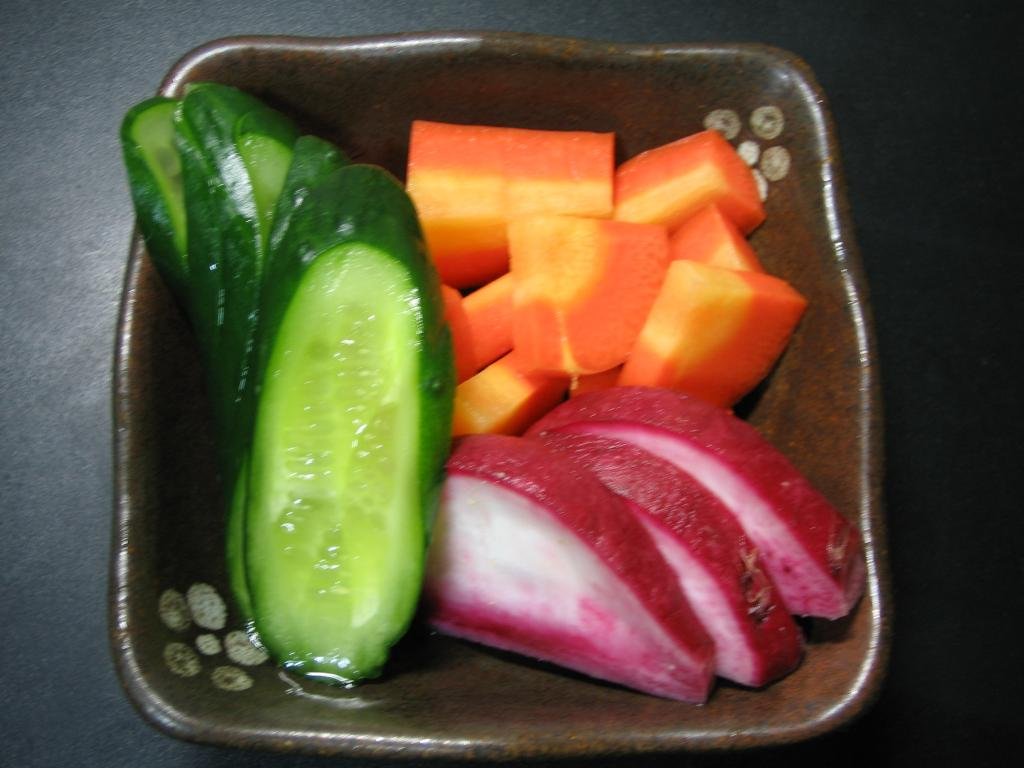
누카즈케

누카즈케(일본어: 糠漬け)는 소금을 절여서 질척하게 반죽한 겨에 담근 오이이다. 17세기에 개발된 쌀겨(누카)에서 야채를 발효시켜 만든 일본 보존 식품의 일종이다.
가지, 무, 양배추, 당근, 오이 등의 일반적인 품종이 있지만 거의 모든 야채를 이 기술을 사용하여 보존할 수 있다. 누카즈케의 맛은 사용하는 방법과 조리법 또는 지역에 따라 기분 좋은 톡 쏘는 맛에서 매우 신맛, 짠맛, 매운맛까지 다양하며 일반적으로 바삭바삭하고 바삭바삭한 식감이 특징이다. 덜 흔한 것은 정어리, 고등어, 복어 알 또는 전갱이를 사용하여 일본 북부에서 발견되는 생선 누카즈케이다.
장아찌는 일본식 식단의 중요한 부분으로 식사가 끝날 때 자주 먹으며 소화를 돕는다. 누카즈케의 유산균은 장내 세균총을 돕는 프로바이오틱스이다. 이 박테리아는 또한 누카즈케에서 엽산과 비타민 B12를 생성하는 역할을 한다. 또한 누카즈케는 쌀겨에서 영양분을 흡수하기 때문에 비타민 B1이 풍부하여 17세기 에도(현재의 도쿄)에서 각기병을 예방하는 데 도움이 되었다.
전통적으로 일본 삼나무 통(oke)은 피클을 발효시키는데 사용되었다. 오늘날에는 세라믹 또는 플라스틱 용기가 더 일반적이다.